# Tintin
Avanture Tintina (Les Aventures de Tintin) je naziv serije stripova koje je nacrtao i osmislio Belgijanac Žorž Remi, poznatiji pod umetničkim imenom Erže (1907–1983). Strip se po prvi put pojavio 10. januara 1929. godine u dečjem dodatku belgijskog časopisa "Dvadeseti vek" (Le Vingtième Siècle). Od tada pa do 1983. godine kada je preminuo Erže izašlo je tačno 23 stripa, a naknadno je izašlo još 7 stripova koje nije nacrtao Erže.
Glavni junak stripa je mladi i naivni belgijski reporter Tintin, koga verno u avanturama prati pas Sneško (Milou). Ostali junaci su: nesposobni detektivi Tomson i Tompson (Dupond et Dupont) koji liče kao da su braća blizanci iako to nisu i imaju samo jednu malu razliku a to su brkovi, dežurni zajedljivac kapetan Hadok (Capitaine Haddock) i lečeni alkoholičar u pokušaju, nagluvi ali bistri profesor Lakmus (Professeur Tournesol).
Serija stripova Avanture Tintina je postigla veliki uspeh širom Evrope i sveta i prevedena je na preko 50 svetskih jezika. Na našim prostorima Avanture Tintina su objavljivane u Eks almanahu i Politikinom zabavniku.  
Realizaciju animirane 3D filmske trilogije TinTin rade Stiven Spilberg i Piter Džekson. Predviđeni budžet za ovaj film iznosi 135 miliona američkih dolara, a distributerska kuća Tuck je najavila srpsku premijeru filma za 3. novembar 2011. godine.
Tokom 2007. godine u mestu Louvain-la-Neuve, koje se nalazi u Belgiji 20km jugoistočno od Brisela, počela je konstrukcija Muzeja Erže, a radovi bi trebalo da budu gotovi 2009. godine.

## Albumi iz serije
- Tintin u zemlji Sovjeta
- Tinitin u Kongu
- Tintin u Americi
- Faraonove cigare
- Plavi lotos
- Slomljeno uvo
- Crno ostrvo
- Skiptar kralja Otokara
- Kraba sa zlatnim kleštima
- Tajanstvena zvezda
- Tajna Jednoroga
- Blago Rakama Crvenog
- Sedam kristalnih kugli
- Zatočenici sunca
- U zemlji crnog zlata
- Odredište mesec
- Šetnja po mesecu
- Afera Lakmus
- Uskladišteni Koks
- Tintin na Tibetu
- Smaragd Kastafijore
- Let 714 za Sidnej
- Tintin i Pikarosi
- Tintin i Alfa-art

## Literatura
- Apostolidès, Jean-Marie (2010) [2006]. The Metamorphoses of Tintin, or Tintin for Adults. Jocelyn Hoy (translator). Stanford: Stanford University Press. ISBN 978-0-8047-6031-7.
- Assouline, Pierre (2009) [1996]. Hergé: The Man Who Created Tintin. Charles Ruas (translator). Oxford and New York: Oxford University Press. ISBN 978-0-19-539759-8.
- Farr, Michael (2001). Tintin: The Complete Companion. London: John Murray. ISBN 978-0-7195-5522-0.
- Farr, Michael (2007). Tintin & Co. London: John Murray Publishers Ltd. ISBN 978-1-4052-3264-7.
- Farr, Michael (2007a). The Adventures of Hergé: Creator of Tintin (Re-release изд.). San Francisco: Last Gasp (first published in 2007 by John Murray Publishers Ltd.). ISBN 978-0-86719-679-5.
- Goddin, Philippe (2008). The Art of Hergé, Inventor of Tintin, Volume 1, 1907–1937. Michael Farr (translator). San Francisco: Last Gasp. ISBN 978-0-86719-706-8.
- Gravett, Paul (2005). Graphic Novels: Stories to Change Your Life. London: Aurum Press. ISBN 978-1-84513-068-8.
- Horeau, Yves (2004). The Adventures of Tintin at Sea. Michael Farr (translator). London: Hodder & Stoughton (First published 1999 by John Murray Publishers Ltd.). ISBN 978-0-7195-6119-1.
- Horn, Maurice (1983). World Encyclopedia of Comics (2nd Revised изд.). New York City: Chelsea House. ISBN 978-0-87754-323-7.
- Lofficier, Jean-Marc; Lofficier, Randy (2002). The Pocket Essential Tintin. Harpenden, Hertfordshire: Pocket Essentials. ISBN 978-1-904048-17-6.
- McCarthy, Tom (2006). Tintin and the Secret of Literature. London: Granta. ISBN 978-1-86207-831-4.
- McCloud, Scott (1993). Understanding Comics: The Invisible Art. Princeton, Wisconsin: Kitchen Sink Press. ISBN 978-0-87816-243-7.
- McLaughlin, Jeff (2007). Comics as Philosophy. Jackson, Mississippi: University Press of Mississippi (First published December 2005). ISBN 978-1-60473-000-5.
- Miller, Ann (2007). Reading Bande Dessinée: Critical Approaches to French-language Comic Strip. Bristol: Intellect Books. ISBN 978-1-84150-177-2.
- Peeters, Benoît (1989). Tintin and the World of Hergé. London: Methuen Children's Books. ISBN 978-0-416-14882-4.
- Peeters, Benoît (2012) [2002]. Hergé: Son of Tintin. Tina A. Kover (translator). Baltimore, Maryland: Johns Hopkins University Press. ISBN 978-1-4214-0454-7.
- Sadoul, Numa (1975). Tintin et moi: entretiens avec Hergé [Tintin and I: Interviews with Hergé] (на језику: француски). Tournai: Casterman. ISBN 978-2-08-080052-7.
- Screech, Matthew (2005). Masters of the Ninth Art: Bandes Dessinées and Franco-Belgian Identity. Liverpool University Press. ISBN 978-0-85323-938-3.
- Thompson, Harry (1991). Tintin: Hergé and his Creation. London: Hodder and Stoughton. ISBN 978-0-340-52393-3.
- Tisseron, Serge (1990). Tintin et les Secrets de Famille. Paris: Editions Aubier-Montaigne. ISBN 978-2-7007-2168-3.
- Tisseron, Serge (1993). Tintin et les Secrets d'Hergé. Paris: Editions Hors collection. ISBN 978-2-258-03753-3.
- Adair, Gilbert (10. 10. 1993). „A quiff history of time”. The Sunday Times. London.
- Armitstead, Claire; Sprenger, Richard (25. 10. 2011). „Anybody who is constructing a comic strip would be crazy not to learn from Hergé” (video). The Guardian. London. Архивирано из оригинала 24. 12. 2013. г. Приступљено 14. 6. 2013. „John Fardell talks about the influence of Hergé's drawing style on his own work.”
- Beckford, Martin (12. 7. 2007). „Ban 'racist' Tintin book, says CRE”. The Telegraph. London. Архивирано из оригинала 31. 1. 2014. г. Приступљено 28. 4. 2013.
- Billington, Michael (15. 12. 2005). „Hergé's Adventures of Tintin”. The Guardian. London. Архивирано из оригинала 24. 12. 2013. г. Приступљено 31. 7. 2013.
- Bostock, Sarah; Brennan, Jon (10. 1. 2007). „Talk of the toon”. The Guardian. London. Архивирано из оригинала 20. 12. 2013. г. Приступљено 14. 6. 2013.
- Bright, Martin (3. 1. 1999). „This life: That's Tintin on the far right A battle is raging for Tintin's soul. Is he a French hero or a fascist propaganda tool?”. The Observer. London. стр. 4.
- Conrad, Peter (7. 3. 2004). „He'll never act his age”. The Observer. London. Архивирано из оригинала 24. 12. 2013. г. Приступљено 22. 12. 2012.
- Cendrowicz, Leo (4. 5. 2010). „Tintin: Heroic Boy Reporter or Sinister Racist?”. Time. New York City. Архивирано из оригинала 24. 12. 2013. г. Приступљено 11. 3. 2011.
- Clements, Tom (9. 7. 2006). „Tintin and the enigma of academic obsession”. The Telegraph. London. Архивирано из оригинала 12. 3. 2012. г. Приступљено 17. 3. 2020.
- Coxhead, Gabriel (7. 5. 2007). „Tintin's new adventures”. The Guardian. London. Архивирано из оригинала 24. 12. 2013. г. Приступљено 11. 3. 2011.
- Da., A. (3. 1. 2003). „Tintin en pleine forme” [Tintin in Shape]. Le Parisien (на језику: француски). Paris. Архивирано из оригинала 24. 12. 2013. г. Приступљено 25. 11. 2009.
- Eschner, Kat (22. 5. 2017). „When the Nazis took Belgium, Tintin's Creator Drew Pro-Regime Propaganda”. Smithsonian. Приступљено 15. 1. 2018.
- Junkers, Dorothee (22. 5. 2007). „Centennial of Tintin's Hergé noted”. Taipei Times. Taipei. Архивирано из оригинала 20. 12. 2013. г. Приступљено 22. 6. 2013.
- Kenneally, Christopher (29. 9. 1991). „Comics Characters Beloved by Brussels”. The New York Times. New York City. Архивирано из оригинала 8. 1. 2014. г. Приступљено 11. 3. 2011.
- Kennedy, Maev (19. 11. 2003). „Museum aims to draw crowds with cartoon boy wonder aged 75”. The Guardian. London. Архивирано из оригинала 4. 11. 2013. г. Приступљено 22. 12. 2012.
- Lichfield, John (27. 12. 2006). „Tintin's big art adventure”. The Independent. London. Архивирано из оригинала 22. 1. 2014. г. Приступљено 11. 3. 2011.
- Macintyre, Ben (29. 12. 2006). „Blistering barnacles! Tintin is a Pop Art idol”. The Times. London. Приступљено 3. 5. 2013.
- McCarthy, Tom (1. 7. 2006). „Review: From zero to hero”. The Guardian. London. Архивирано из оригинала 30. 8. 2013. г. Приступљено 22. 12. 2012.
- Mulard, Claudine (7. 11. 2012). „Hollywood, porte d'entrée de Tintin pour séduire l'Amérique” [Hollywood: Tintin's Gateway to Seduce America]. Le Monde (на језику: француски). Paris. Приступљено 4. 5. 2013. „Spielberg said he found a 'soul mate' in the person of Hergé.”
- Perl-Rosenthal, Nathan (2. 2. 2010). „In and Out of History”. The New Republic. Washington, D.C. Архивирано из оригинала 24. 12. 2013. г. Приступљено 11. 3. 2011.
- Pignal, Stanley (7. 5. 2010). „Fans of Tintin cry foul”. Financial Times. London. Архивирано из оригинала 24. 12. 2013. г. Приступљено 14. 6. 2013.
- Pollard, Lawrence (22. 5. 2007). „Belgium honours Tintin's creator”. BBC News. London. Архивирано из оригинала 3. 10. 2007. г. Приступљено 22. 6. 2013.
- Samuel, Henry (18. 10. 2011). „Tintin 'racist' court case nears its conclusion after four years”. The Telegraph. London. Архивирано из оригинала 31. 1. 2014. г. Приступљено 6. 6. 2013.
- Soumous, Frederic (1. 4. 2004). „Tintin et l'exposition de la ville, Bruxelles” [Tintin and the City exhibition, Brussels]. Le Soir (на језику: француски). Brussels. Архивирано из оригинала 24. 12. 2013. г. Приступљено 14. 6. 2013.
- Smurthwaite, Nick (13. 12. 2007). „Hergé's Adventure of Tintin”. The Stage. London. Архивирано из оригинала 24. 12. 2013. г. Приступљено 14. 6. 2013.
- Vrielink, Jogchum (14. 5. 2012). „Effort to ban Tintin comic book fails in Belgium”. The Guardian. London. Архивирано из оригинала 25. 4. 2014. г. Приступљено 22. 12. 2012.
- Wagner, Erica (9. 12. 2006). „Tintin at the top”. The Times. London. Приступљено 11. 3. 2011.
- Walker, Andrew (16. 12. 2005). „Faces of the week”. BBC News. London. Архивирано из оригинала 20. 12. 2013. г. Приступљено 18. 12. 2013.
- „Belgian to Ban 'Racist' Tintin in the Congo”. BBC News. London. 28. 4. 2010. Архивирано из оригинала 7. 1. 2014. г. Приступљено 28. 4. 2013.
- „Bid to ban 'racist' Tintin book”. BBC News. London. 12. 7. 2007. Архивирано из оригинала 5. 11. 2013. г. Приступљено 22. 12. 2012.
- „Book chain moves 'racist' Tintin”. BBC News. London. 17. 7. 2007. Архивирано из оригинала 24. 12. 2013. г. Приступљено 22. 12. 2012.
- „Le Centre Pompidou décolle avec Tintin” [The Centre Pompidou Takes Off with Tintin]. Le Figaro (на језику: француски). Paris. 20. 12. 2006. Архивирано из оригинала 28. 12. 2013. г. Приступљено 14. 7. 2013.
- „Confused by the cult of Tintin? You're not alone”. BBC News. London. 9. 1. 2009. Архивирано из оригинала 24. 12. 2013. г. Приступљено 3. 3. 2018.
- „Dalai Lama honours Tintin and Tutu”. BBC News. London. 2. 6. 2006. Архивирано из оригинала 21. 10. 2013. г. Приступљено 22. 12. 2012.
- „Drawing room: The Belgian Comic Strip Center: Tintin”. The Independent. London. 15. 10. 2011. Архивирано из оригинала 22. 1. 2014. г. Приступљено 22. 12. 2012.
- „Euro coin honours Tintin and Snowy”. BBC News. London. 8. 1. 2004. Архивирано из оригинала 15. 12. 2013. г. Приступљено 22. 12. 2012.
- „Great blistering barnacles”. The Economist. London. 28. 1. 1999. Архивирано из оригинала 23. 10. 2012. г. Приступљено 11. 3. 2011.
- „The Hergé museum: Totally Tintin”. The Economist. London. 28. 5. 2009. Архивирано из оригинала 9. 11. 2012. г. Приступљено 14. 6. 2013.
- „In pictures: Tintin exhibition”. BBC News. London. 29. 3. 2004. Архивирано из оригинала 6. 1. 2014. г. Приступљено 22. 6. 2013.
- „Kuifje maakt opmerkelijke entree op West End” [Tintin Makes a Remarkable Entrance on West End]. Het Laatste Nieuws (на језику: холандски). Brussels. 13. 12. 2007. Архивирано из оригинала 24. 12. 2013. г. Приступљено 23. 5. 2013.
- „Les tintinophiles fêtent les 100 ans d'Hergé” [Tintinophiles celebrating 100 years of Hergé] (на језику: француски). Geneva: Radio Télévision Suisse. 28. 6. 2010. Архивирано из оригинала 21. 1. 2014. г. Приступљено 22. 12. 2012.
- „Lewd Tintin shocks Belgium”. BBC News. London. 14. 2. 2001. Архивирано из оригинала 20. 12. 2013. г. Приступљено 22. 12. 2012.
- „Obituary: Georges Remi, creator of comic figure Tintin”. The New York Times. New York City. 5. 3. 1983. Архивирано из оригинала 8. 1. 2014. г. Приступљено 12. 9. 2006.
- „Obituary: Michael Turner: Tintin translator and publisher”. The Times. London. 4. 8. 2009. Приступљено 4. 5. 2013.
- „Paris:"Mille Sabords!" exhibition at the Marine's Museum”. Paris: Sipa Press. 3. 1. 2001. Архивирано из оригинала 8. 11. 2014. г. Приступљено 14. 6. 2013.
- „Telegraph obituary: Michael Turner”. The Daily Telegraph. London. 14. 8. 2009. Архивирано из оригинала 31. 1. 2014. г. Приступљено 7. 10. 2010.
- „Tintin Among The Geriatrics: Kitty Holland celebrates the 70th birthday of Belgium's favourite son, and France's beloved adoptee, Tintin”. The Irish Times. Dublin. 9. 1. 1999. Приступљено 23. 12. 2013.
- „Tintin and Snowy Go to the Museum: Pompidou Center Pays Homage to Hergé”. Der Spiegel. Hamburg. 20. 12. 2006. Архивирано из оригинала 24. 12. 2013. г. Приступљено 14. 6. 2013.
- „Tintin creator's centenary”. The Age. Melbourne. 24. 5. 2006. Архивирано из оригинала 15. 3. 2014. г. Приступљено 22. 12. 2012.
- „Tintin fait une entrée remarquée sur le Broadway londonien” [Tintin Makes a Grand Entrance on the London Broadway]. Le Devoir (на језику: француски). Montréal. 14. 12. 2007. Архивирано из оригинала 7. 1. 2009. г. Приступљено 22. 12. 2012.
- „Tintin Finds His Way to America's HBO”. The Baltimore Sun. Baltimore, Maryland. 16. 11. 1991. Архивирано из оригинала 24. 12. 2013. г. Приступљено 25. 8. 2010.
- „Tintin 'frees' Tibet”. BBC News. London. 22. 5. 2002. Архивирано из оригинала 24. 12. 2013. г. Приступљено 22. 12. 2012.
- „Tintin and I PBS Premiere”. Arlington, Virginia: POV/PBS. јул 2006. Архивирано из оригинала 14. 12. 2013. г. Приступљено 22. 12. 2012.
- „Tintin in the Congo not racist, court rules”. BBC News. London. 13. 2. 2012. Архивирано из оригинала 8. 6. 2012. г. Приступљено 6. 6. 2013.
- „Tintin on trial”. BBC News. London. 4. 2. 1999. Архивирано из оригинала 24. 12. 2013. г. Приступљено 22. 12. 2012.
- „Tintin praises volunteer efforts” (PDF). Brussels: Dyslexia International. септембар 2002. Архивирано (PDF) из оригинала 24. 12. 2013. г. Приступљено 22. 12. 2012.
- „Tintin's 70 years of adventure”. BBC News. London. 10. 1. 1999. Архивирано из оригинала 24. 12. 2013. г. Приступљено 22. 12. 2012.
- „Tutu and Tintin to be honoured by Dalai Lama”. Washington, D.C.: International Campaign for Tibet. 17. 5. 2006. Архивирано из оригинала 1. 9. 2006. г. Приступљено 11. 3. 2011.
- Corn, Howard (децембар 1989). „Tintin comic”. Eagle Times. 2 (4).
- Farr, Michael (март 2004). „Thundering Typhoons”. History Today. 54 (3): 62. Приступљено 17. 5. 2013.
- Mills, T.F. (новембар 1983). „America Discovers Tintin”. The Comics Journal. 1 (86): 60—68. Архивирано из оригинала 24. 12. 2013. г. Приступљено 17. 5. 2013.
- Pain, Stephanie (април 2004). „Welcome to the moon, Mr Armstrong”. New Scientist. 182 (2441): 48—49. Приступљено 4. 5. 2013.
- Rösch, Felix (октобар 2014). „'Hooray! Hooray! the End of the World has been Postponed!' Politics of Peace in the Adventures of Tintin?”. Politics. 34 (3): 225—236. S2CID 143345168. doi:10.1111/1467-9256.12024.
- Sadoul, Numa; Didier, Michel (фебруар 2003). „The Hergé Interview: Extracts from Entretiens avec Hergé”. The Comics Journal. 1 (250): 180—205. Архивирано из оригинала 10. 4. 2014. г. Приступљено 17. 5. 2013. English translation: 2003, copyediting: Kim Thompson.
- Thompson, Kim (фебруар 2003). „Hergé: His Life and Work”. The Comics Journal. 1 (250): 176—179. Архивирано из оригинала 10. 4. 2014. г. Приступљено 17. 5. 2013.
- Ahl, David H. (28. 8. 2011). „Hergé ~ Tintin Philately: Stamps, Souvenir Sheets and Covers”. SwapMeetDave [a personal website]. Архивирано из оригинала 3. 8. 2013. г. Приступљено 22. 6. 2013.
- Cadambi, Abra (2006). „Hergé & Tintin—A Guide: Tintin Live!”. Hergé & Tintin – A Guide to all things Hergé [a personal website]. Архивирано из оригинала 24. 12. 2013. г. Приступљено 28. 4. 2013.
- Cadambi, Abra (2006). „Hergé & Tintin—A Guide: Tintin on Show!”. Hergé & Tintin – A Guide to all things Hergé [a personal website]. Архивирано из оригинала 22. 12. 2011. г. Приступљено 28. 4. 2013.
- Chiha, Sofiane (2. 1. 2007). „Célébrations sur toute la planète pour le créateur de Tintin” [Celebrations Across the Globe for the Creator of Tintin]. L'Humanité (на језику: француски). Архивирано из оригинала 24. 12. 2013. г. Приступљено 22. 12. 2012.
- Christensen, Claus (новембар 2003). „Boy Scout with Strange Dreams—"Tintin et moi"”. Danish Film Institute. Архивирано из оригинала 13. 5. 2006. г. Приступљено 9. 9. 2006.
- Ewing, Garen (1995). „In Defence of Hergé”. Tintinologist.org / Vicious magazine. Архивирано из оригинала 24. 12. 2013. г. Приступљено 15. 9. 2006.
- Gravett, Paul (20. 4. 2008). „Hergé & The Clear Line: Part 1”. PaulGravett.com. Архивирано из оригинала 26. 8. 2013. г. Приступљено 22. 6. 2013.
- Hodgson, Leda (17. 4. 2008). „Leda Hodgson”. Theatre Maketa. Архивирано из оригинала 26. 5. 2013. г. Приступљено 3. 10. 2008. „Tintin and the Black Island adapted by Geoffrey Case from Hergé. Unicorn Theatre Company 1980.”
- de Koning Gans, Wim (28. 1. 2005). „Comic Strip Murals in Brussels”. PBase.com—Wim de Koning Gans [a personal website]. Архивирано из оригинала 24. 12. 2013. г. Приступљено 14. 6. 2013.
- Lorenzi, Anthony (28. 8. 2011). „Tintin in stamps”. TintinMilou.free.fr [a personal website]. Архивирано из оригинала 5. 6. 2012. г. Приступљено 22. 6. 2013.
- Mills, T.F. (1. 2. 1996). „The Adventures of Tintin: A History of the Anglo-American Editions”. Le site d'Hergé. Архивирано из оригинала 10. 7. 2006. г. Приступљено 14. 9. 2006.
- Moura, Carlos Gustavo (1999). „Hergé et la ligne claire” [Hergé and the Clear Line]. Hergé: l'homme et l'oeuvre (на језику: француски). Архивирано из оригинала 23. 7. 2012. г. Приступљено 22. 12. 2012.
- Owens, Chris (25. 2. 2004). „Tintin: 60 Years of Adventure”. Tintinologist.org. Архивирано из оригинала 15. 12. 2013. г. Приступљено 14. 6. 2013.
- Owens, Chris (10. 7. 2004). „Interview with Michael Turner and Leslie Lonsdale-Cooper”. Tintinologist.org. Архивирано из оригинала 9. 4. 2014. г. Приступљено 15. 9. 2006.
- Owens, Chris (1. 10. 2004). „Tintin crosses the Atlantic: The Golden Press affair”. Tintinologist.org. Архивирано из оригинала 9. 4. 2014. г. Приступљено 5. 1. 2007.
- Perrotte, Patrick; Van Gong, Luc (2006). „Tintin en Suisse” [Tintin in Switzerland]. Tintin est Vivant! (на језику: француски). Архивирано из оригинала 4. 8. 2013. г. Приступљено 11. 3. 2010.
- Wainman, Richard (15. 1. 2006). „Tintin Audio Releases”. Tintinologist.org. Архивирано из оригинала 24. 12. 2013. г. Приступљено 4. 5. 2013. „Tintin: Le Temple du Soleil. Tabas&Co 5005, 2002. (Charleroi cast)”
- Wainman, Richard (5. 1. 2007). „Hergé at the Centre Pompidou”. Tintinologist.org. Архивирано из оригинала 24. 12. 2013. г. Приступљено 14. 7. 2013.
- White, Ethan (12. 6. 2007). „Tintin and the world of stamps”. Tintinologist.org. Архивирано из оригинала 9. 4. 2014. г. Приступљено 31. 5. 2013.
- Yusuf, Bulent (14. 11. 2005). „Alphabetti Fumetti: H is for Hergé”. Ninth Art. Архивирано из оригинала 31. 5. 2013. г. Приступљено 22. 12. 2012.
- „10 euro Tintin”. Coin Database. 2006. Архивирано из оригинала 24. 12. 2013. г. Приступљено 22. 6. 2013.
- „The Adventures of Tintin at Sea—a major new exhibition at the National Maritime Museum”. Royal Museums Greenwich. 13. 11. 2003. Архивирано из оригинала 24. 12. 2013. г. Приступљено 22. 12. 2012.
- „The Adventures of Tintin: The Game (2011)”. MobyGames.com. 2011. Архивирано из оригинала 24. 12. 2013. г. Приступљено 24. 2. 2013.
- „Belgium—2007–20 euro—Tintin 100yr Hergé”. NumisCollect. јун 2007. Архивирано из оригинала 24. 12. 2013. г. Приступљено 22. 6. 2013.
- „The catalogue for the Hergé Museum has arrived!”. Tintin.com. 18. 5. 2009. Архивирано из оригинала 24. 12. 2013. г. Приступљено 22. 6. 2013.
- „Comic lovers remember Hergé, creator of Tintin and Snowy”. TwoCircles.net (which reprinted the story without attribution). 21. 5. 2007. Архивирано из оригинала 24. 12. 2013. г. Приступљено 22. 6. 2013.
- „Comic lovers remember Hergé, creator of Tintin and Snowy”. Highbeam Research (which reprinted the story with attribution to Hindustan Times, New Delhi, India). 21. 5. 2007. Архивирано из оригинала 10. 6. 2014. г. Приступљено 22. 6. 2013.
- „Comic book route in Brussels”. City of Brussels. Архивирано из оригинала 24. 12. 2013. г. Приступљено 14. 6. 2013.
- „De Gaulle seen by himself”. Foundation Charles-de-Gaulle.org. септембар 1958. Архивирано из оригинала 4. 12. 2013. г. Приступљено 14. 6. 2013.
- „An Exhibition in Tokyo”. Tintin.com. 16. 3. 2002. Архивирано из оригинала 24. 12. 2013. г. Приступљено 14. 6. 2013.
- „Explorers on the Moon Coin Set”. Tintinesque.com. 8. 7. 2004. Архивирано из оригинала 26. 8. 2010. г. Приступљено 22. 6. 2013.
- „The Great Wave”. The Tintin Trivia Quiz. 2006. Архивирано из оригинала 6. 3. 2012. г. Приступљено 15. 9. 2006.
- „Hergé at the Centre Pompidou”. CentrePompidou.fr (на језику: француски). 20. 12. 2006. Архивирано из оригинала 13. 05. 2014. г. Приступљено 22. 6. 2013.
- „Hergè exhibition at the Pompidou Centre, Paris”. designboom. 20. 12. 2006. Архивирано из оригинала 14. 11. 2013. г. Приступљено 22. 6. 2013.
- „Hergé's Adventures of Tintin at the Barbican Theatre”. Barbican.org.uk. 1. 12. 2005. Архивирано из оригинала 13. 12. 2013. г. Приступљено 10. 12. 2013.
- „Hergé's Adventures of Tintin [Musical]”. SoniaFriedman.com. новембар 2007. Архивирано из оригинала 25. 12. 2013. г. Приступљено 14. 7. 2013.
- „Hergé—Hachette Book Group”. Hachette Book Group. 2013. Архивирано из оригинала 8. 7. 2013. г. Приступљено 14. 6. 2013.
- „The Hergé Museum by Christian de Portzamparc”. Contemporist. 3. 6. 2009. Архивирано из оригинала 13. 12. 2013. г. Приступљено 14. 6. 2013.
- „How to tell a Thompson from a Thomson”. The Tintin Trivia Quiz. 2006. Архивирано из оригинала 21. 10. 2013. г. Приступљено 9. 9. 2006.
- „Mille sabords!” [Billions of Blistering Barnacles!] (на језику: француски). Tintin.com. 21. 3. 2001. Архивирано из оригинала 7. 11. 2014. г. Приступљено 14. 6. 2013.
- „Musée Hergé Temporary exhibition: Into Tibet with Tintin”. Musée Hergé. мај 2012. Архивирано из оригинала 12. 12. 2013. г. Приступљено 28. 4. 2013.
- „Moulinsart”. Tintin.com. 2010. Архивирано из оригинала 30. 4. 2014. г. Приступљено 14. 6. 2013.
- „New 20 euro coin from Belgium”. Coin Talk. 13. 6. 2007. Архивирано из оригинала 25. 12. 2013. г. Приступљено 22. 6. 2013.
- „The Royal Literary Fund—Geoffrey Case”. RLF.org. 2008. Архивирано из оригинала 24. 5. 2013. г. Приступљено 28. 4. 2013.
- „Rufus Norris to direct World Premiere of Tintin”. YoungVic.org. новембар 2005. Архивирано из оригинала 9. 11. 2006. г. Приступљено 9. 9. 2006.
- „Search for a coin – Tintin”. Numista. 2006. Архивирано из оригинала 24. 12. 2013. г. Приступљено 22. 6. 2013.
- „The Twelve Adventures of Tintin Gold Medallion Set”. Chard (UK coin and bullion). 1995. Архивирано из оригинала 24. 12. 2013. г. Приступљено 22. 6. 2013.
- „Tintin—Egmont Group”. Egmont Group. 2013. Архивирано из оригинала 27. 3. 2014. г. Приступљено 14. 6. 2013.
- „Tintin”. A personal website (Netherlands). 2006. Архивирано из оригинала 7. 12. 2006. г. Приступљено 5. 1. 2007.
- „Tintin in Tibet (1995)”. MobyGames.com. 1995. Архивирано из оригинала 15. 4. 2014. г. Приступљено 30. 9. 2013.
- „Tintin: Prisoners of the Sun (1996)”. MobyGames.com. 1996. Архивирано из оригинала 29. 3. 2014. г. Приступљено 24. 2. 2013.
- „Tintin: Destination Adventure (2001)”. MobyGames.com. 2001. Архивирано из оригинала 4. 10. 2013. г. Приступљено 30. 9. 2013.
- „Tintin in America: One of a set of 12 gold medals featuring the most famous Belgian”. OmniCoin.com. 20. 4. 2009. Архивирано из оригинала 24. 12. 2013. г. Приступљено 22. 6. 2013.
- „Tintin on the Moon (1989)”. MobyGames.com. 1989. Архивирано из оригинала 24. 12. 2013. г. Приступљено 24. 2. 2013.
- „Tintin on the Moon”. Sinclair Infoseek. 1989. Архивирано из оригинала 24. 12. 2013. г. Приступљено 24. 2. 2013.
- „Visitez l'Expo 'Tintin au Musee de la Marine' 48 H Avant son Ouverture!” [Visit the Museum Expo 'Tintin in the Navy' 48 H Before Opening!] (на језику: француски). BDzoom.com. 19. 3. 2001. Архивирано из оригинала 24. 12. 2013. г. Приступљено 14. 6. 2013.
- „Youth philately, Tintin 1v”. PostBeeld.com (Netherlands). 2010. Архивирано из оригинала 24. 12. 2013. г. Приступљено 22. 6. 2013.
- Goddin, Philippe (2010). The Art of Hergé, Inventor of Tintin, Volume 2, 1937–1949. Michael Farr (translator). San Francisco: Last Gasp. ISBN 978-0-86719-724-2.
- Goddin, Philippe (2011). The Art of Hergé, Inventor of Tintin, Volume 3: 1950–1983. Michael Farr (translator). San Francisco: Last Gasp. ISBN 978-0-86719-763-1.
- Taylor, Raphaël (8. 11. 2012). Hergé: The Genius of Tintin: A Biography. London: Icon Books. ISBN 978-1-84831-275-3.
- Dowling, Stephen (9. 1. 2004). „Boy reporter still a global hero”. BBC News. London. Архивирано из оригинала 10. 11. 2013. г. Приступљено 22. 12. 2012.
- Jessel, Stephen (29. 11. 1998). „Crazy for Tintin”. BBC News. London. Архивирано из оригинала 24. 12. 2013. г. Приступљено 22. 12. 2012.
- Pandey, Geeta (28. 9. 2005). „Tintin ventures into India's rural markets”. BBC News. London. Архивирано из оригинала 24. 12. 2013. г. Приступљено 22. 12. 2012.
- „Tintin conquers China”. BBC News. London. 23. 5. 2001. Архивирано из оригинала 24. 12. 2013. г. Приступљено 22. 12. 2012.

## Spoljašnje veze
- Званични веб-сајт